# Далла Коста, Ламберто
Ламберто далла Коста (итал. Lamberto dalla Costa, 14 апреля 1920, Креспано-дель-Граппа, Венеция — 29 октября 1982, Бергамо, Ломбардия) — итальянский бобслеист, пилот, выступавший за сборную Италии в конце 1950-х годов. Чемпион зимних Олимпийских игр 1956 года в Кортина-д’Ампеццо.

## Биография
Ламберто далла Коста родился 14 апреля 1920 года в коммуне Креспано-дель-Граппа, область Венеция. Будучи по профессии пилотом военной авиации, достаточно мало внимания уделял спорту, принимая участие в основном только в тех соревнованиях, которые проходили на домашней трассе в Кортина-д’Ампеццо, и только когда появлялось свободное от службы время. После назначения этого города следующим центром проведения Олимпийских игр, стал усиленно тренироваться, намереваясь поучаствовать здесь и непременно победить. Как результат, вместе с разгоняющим Джакомо Конти, тоже лётчиком, завоевал золотую медаль в программе двухместных экипажей, опередив двойку легендарного в будущем соотечественника Эудженио Монти.
Лучший результат на чемпионатах мира показал в 1957 году, когда на трассе в швейцарском Санкт-Морице приехал в двойках четвёртым. Вскоре после этих состязаний принял решение завершить карьеру профессионального спортсмена, уступив место молодым итальянским бобслеистам. Присутствовал на торжественном открытии санно-бобслейной трассы в Червинии, а в 1965 году удостоился почётной золотой медали Национального олимпийского комитета Италии. Умер 29 октября 1982 года в городе Бергамо, регион Ломбардия.